# ۱۰۰۶ (قمری)
۱۰۰۶ (قمری)، هزار و ششمین سال در گاهشماری هجری قمری است. اول محرم این سال برابر با چهاردهم اوت سال ۱۵۹۷ میلادی است.

## رویدادها
انتخاب اصفهان به عنوان پایتخت امپراتوری صفوی؛ توسط شاه عباس یکم.